# HP Photosmart R927
La HP Photosmart R927 es un modelo de cámara digital producido por Hewlett-Packard, como parte de su línea HP Photosmart de cámaras digitales e impresoras fotográficas. Fue lanzada en marzo de 2006, junto con la HP Photosmart R727 y hoy se encuentra descatalogada. Ambas pueden conectarse al HP Photosmart 6222 para añadirlas conectividad WiFi. Soportan PictBridge para poder imprimir directamente sin necesidad de ordenador.
Además de sus capacidades fotográficas, la cámara puede actuar como cámara de video, con una resolución VGA de 640 x 480 a 24 frames por segundo. Cuenta con 8,2 Megapíxels de Resolución Total.